# グリーンランド

グリーンランド
Kalaallit Nunaat（グリーンランド語）

Grønland（デンマーク語）

地域の標語：なし
地域の歌：
Nunarput utoqqarsuanngoravit
祖国よ、汝はいと星霜重ねり

(第2の国歌)
Nuna asiilasooq
巌の国
 

グリーンランド（グリーンランド語: Kalaallit Nunaat [kalaːɬit nunaːt]、デンマーク語: Grønland [ˈkʁɶnˌlænˀ]）は、北極海と北大西洋の間にある世界最大の島である。
1721年から1953年まではデンマークの植民地で、1979年5月には自治権を獲得。歴史的、地理的、また国家としての特殊性からデンマーク王国の一部としての自治政府が置かれ、広範な自治が認められている。2009年には、自治法の改正と自治協定の締結が行われ、政治的な権限と責任がデンマーク政府からグリーンランド政府へと移譲された。

## 概要
大部分が北極圏に属し、北部沿岸の北極海にある小島オーダークやそのさらに北方で2021年に確認された岩礁は北極点に最も近い、すなわち世界最北の陸地である。地理学上、アメリカ州の一部として分けられることもある。面積は約213万800平方キロメートル（日本の面積の5.73倍）。
東・東南側はフラム海峡とグリーンランド海、デンマーク海峡を隔ててスヴァールバル諸島やヤンマイエン島、アイスランドと向かい合う。西・西南側はカナダ領の北極諸島や北アメリカ大陸のラブラドル半島に近接する。北西沿岸の小さなハンス島はカナダとの係争地になっていたが、 2022年6月14日、カナダとデンマークはこの島を分割領有することで合意し、50年以上続いた係争状態が終結した。
全島の約80%以上は氷床と万年雪に覆われる。巨大なフィヨルドが多く、氷の厚さは3,000 m以上に達するところもある。居住区は沿岸部に限られる。現在、予想よりも早い速度で氷床の融解が進んでおり、環境や経済の面で大きな影響が考えられる。

## 地名

### 「グリーンランド」の由来
デンマーク語ではグレーンランド（Grønland）と発音し、「緑の島」を意味する。命名したのは、ノルウェー生まれでアイスランドのヴァイキング「赤毛のエイリーク」であった。彼はこの地に入植希望者が多数現れることを願い、「緑の島」と名づけた。アイスランドの英雄伝説には「その夏、エイリークは自分が発見した国に移り住んだ。彼はその国をグリーンランドと名付けた。魅力的な名前を付ければ、人々がやって来てくれると考えたからだ」と記されている。
また、氷河に覆われていない南部海岸地帯がエイリークのころの西暦800年から1300年の中世の温暖期には、実際に緑にあふれていたことが示唆されている。現代でもキングア谷にはこの島唯一の森林があり、ナルサルスアークのような森林と呼べる規模ではないが、樹木の育つ場所がある。
その他に、Gruntland（グラウンドランド）が訛ったという説もある。

## 地理

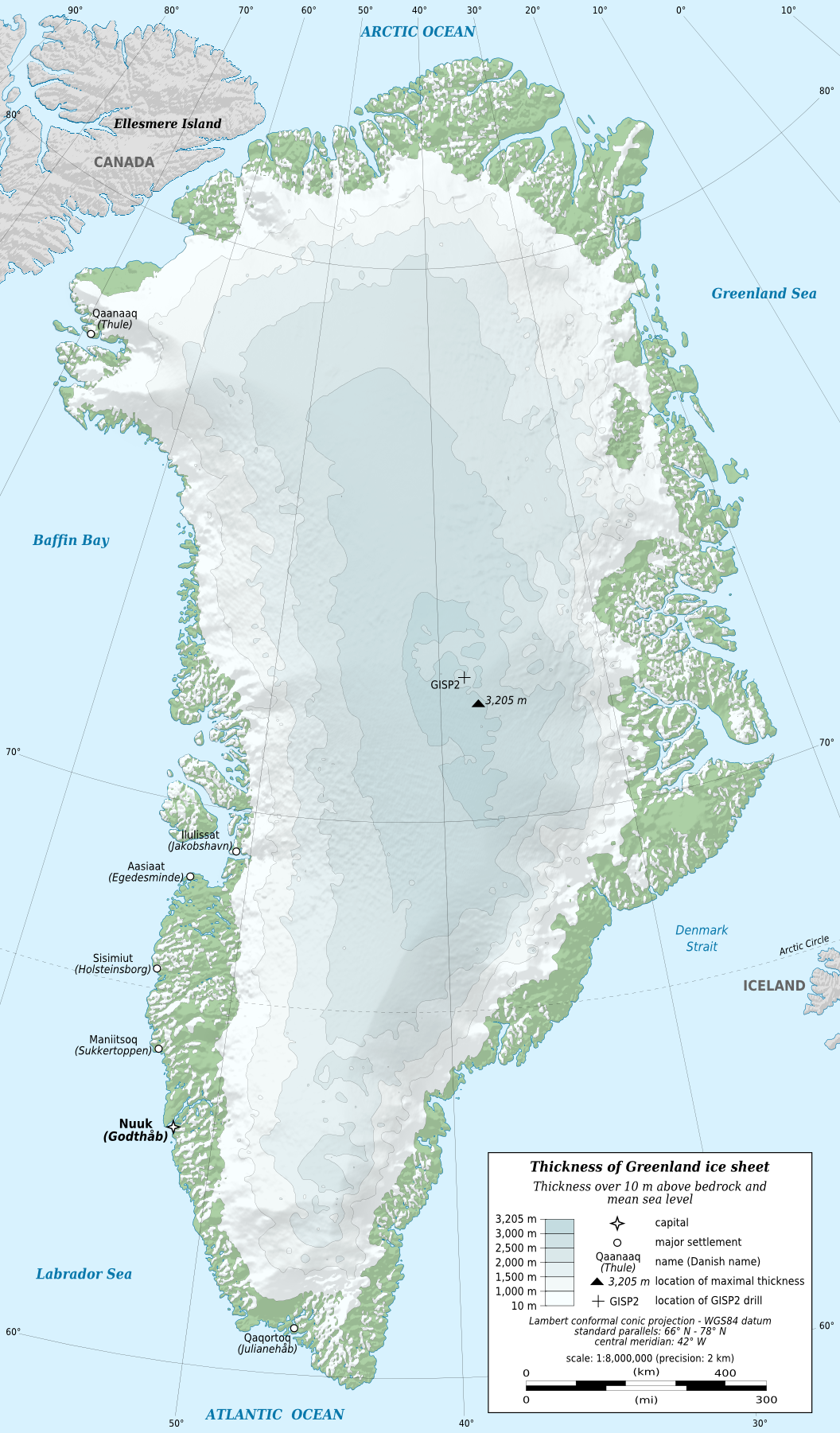
グリーンランドの地形図
沿岸部を除く島の大部分が氷床に覆われている。

グリーンランドは北アメリカ大陸の北東、北極海と北大西洋の間に位置する。世界最大の島で、大陸を含んでも7番目に広い陸塊である。領域は北緯59度50分から83度37分の範囲に広がる。経度では西経10度から70度の範囲を占め、島の大半が北極圏に位置する。北西部では約30 km離れたカナダのエルズミーア島にネアズ海峡を挟んで隣接し、南東約300 kmにはデンマーク海峡を挟んでアイスランドがある。
面積2,166,086平方キロメートルの81%にもおよぶ1,755,637平方キロメートルを氷床が覆う。内陸部のほとんどは厚い氷で覆われている。氷の厚さは沿岸近くで1,500 m、内陸部で3,000 mに達する。氷の重さで島の中央部の地面は海面より300 mも低い。氷は中央部から周囲の海岸へゆっくり流れている。海岸線の長さは39,330 kmに及び、赤道の長さに匹敵する。なお、メルカトル図法の地図では極地に近いほど実際の面積比率より拡大表示されるため、グリーンランドはオーストラリア大陸に比べ面積が大きく見える。実際のグリーンランドの面積はオーストラリア大陸の約29%で両者には500万平方キロメートルもの差があり、その違いは歴然としている。

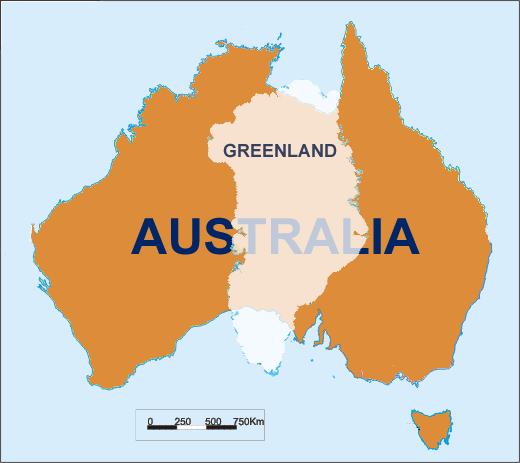
オーストラリア大陸とグリーンランドの比較

地形はほぼ平坦であるが、沿岸部以外は氷床に覆われる。最北部は空気が乾燥しているため雪が降らず、氷に覆われていない。もしグリーンランドの氷床が全て融けたならば、現在よりも7.2 mほど海面が上昇するという。最高峰は東部のアイスランド対岸にあるギュンビョルン山（Gunnbjørn）の3,694 m、全北極圏で最も高い場所である。資源は鉱物と海産物である。亜鉛、銅、鉄、氷晶石、石炭、モリブデン、金、プラチナ、ウランなどが採掘され、魚介類や海獣（アザラシ、クジラなど）が捕獲される。
気候区分は沿岸部はツンドラ気候、内陸部は氷雪気候。最南部の一部は亜寒帯気候である。北極圏から準北極圏に属し、涼しい夏と寒い冬を特徴とする。
町や居住地は氷がないところに存在する。人口は島の西海岸に集中している。北東部は世界最大の国立公園である北東グリーンランド国立公園となっている。

### 環境

#### 海洋汚染
1993年から1994年にかけての調査で、人体へ蓄積した有害物質濃度が測定されている。
1. 人体の皮下脂肪組織中のポリ塩化ビフェニル濃度は、脂質1 kg中17 mg[注釈 1]
2. 人体の皮下脂肪組織中のΣDDT濃度は4,052 µg[注釈 2]
3. 人体の皮下脂肪中のヘキサクロロベンゼン濃度は692 µg[注釈 3]
4. 各臓器に蓄積されている水銀およびそこに含まれる括弧つきのメチル水銀濃度は、臓器1 kg中 µgで揃えて、腎臓で600(50)、肝臓で400(80)、脾臓で60(30)[注釈 4]。

グリーンランドには汚染源となるような化学工場がないため、北大西洋海流に流されてきた汚染物質が沖に溜まり、生物濃縮された魚介類や海獣を食べていることが原因とみられる。上記のもの以外では、セレンも摂取している。

#### 地球温暖化
地球温暖化の影響で島内の氷床の融解が進んでいる。氷床の末端は、川の流れのような溢流氷河を形成して海へ向けて長い時間をかけて移動するが、溢流氷河の移動は融解が進むにつれ速度を増す傾向にあり、千年後にはグリーンランドから氷床が消えるとするデータも公表されている。
グリーンランドの氷床上には、降雨や気温上昇による氷の融解で湖が一時的に形成されることがあり、その湖水は氷床の亀裂を伝って陸地との境界に流れ下り、海へ注ぎ込んでいると、米国のプリンストン大学などは推測している。
2021年8月14日、3,200 m級の山頂で1950年の記録開始から初めて降雪ではなく降雨が観測された。上空に暖かい空気が流れ込んだことによるとされ、翌15日に失われた氷床は1日平均の7倍にも及ぶ。

## 歴史
近年のゲノム解析により、約4,000年前にシベリアからグリーンランドへ古エスキモーの人々が移住したことが明らかになった。サッカック時代の遺跡のほとんどの発見はサッカクの遺跡を含むディスコ湾の周辺で行われ、その文化にちなんで名づけられた。次のドーセット文化は、西海岸と東海岸の両方のグリーンランド沿岸地域全体に広がった。
本国のデンマーク人に対する意味での先住民族はカラーリットであるが、彼らの入植はグリーンランド史においては比較的浅い方である。
アメリカ先住民（インディアン）に近縁と思われる入植者の波が数度にわたってあり、その後にアイスランドのヴァイキングが、最後にカラーリットが入植した。
985年ごろ、赤毛のエイリークが「グリーンランド」と命名し、入植が始まった。しかし、15世紀ごろにヴァイキングの入植地は全滅し、住民はカラーリットのみとなり、西洋の歴史から一時姿を消した。
16世紀半ばに再発見され、18世紀にゴットホープに植民地が作られた。同時にキリスト教の布教も行われた。1917年以降はデンマークの支配が全島に及び、1953年に本国の県と同様の自治権を得た。1973年、デンマークのヨーロッパ共同体（EC）加盟とともに、ECの漁船操業と漁獲高に関する規定がデンマーク本国とその領土に適用されたが、グリーンランド住民は反発して自治を要求。1979年5月に自治政府が発足し、グリーンランドはデンマークの自治領となった。
1985年、グリーンランド政府はECを離脱した。

### 赤毛のエイリーク
ヴァイキングによる入植の先駆けとなったのは「赤毛のエイリーク」である。982年ごろ、殺人を犯したエイリークは3年間国外追放とされる。『赤毛のエイリークのサガ』によると、彼はこの3年間でグリーンランドの海岸を探索することとなった。
アイスランドに戻ってからはグリーンランドについて吹聴する。985年には西海岸に2つの植民地が作られる。その一方が現在の首都ヌークである。

## 政治
2009年に結ばれた自治協定によって、政治的権限がデンマーク政府からグリーンランド政府へと移譲された。政府は、選挙で当選した31人の議員からなる立法府（グリーンランド語：Inatsisartut、デンマーク語：ランスティング）と、9人が大臣を務める行政府（Naalakkersuisut）で構成され、政務、特定分野の立法、関連する財務を担っている。
一院制の議会（ランスティング）は31人の議員で構成されており、4年に1度住民からの直接選挙で選出される。ただし、解散が認められている。主要政党は進歩党、連帯党、イヌイット友愛党など。また、デンマーク本土の議会（フォルケティング）にも2議席が割り当てられており、グリーンランド議会とは別に選挙で議員が選出される。
議院内閣制が採用されており、議会から選出された自治政府首相が行政府を率いる。北欧理事会に加盟している。

## 国際関係・外交

### EUとの関係
デンマークが欧州連合（EU）の前身である欧州共同体（EC）に加盟した際、グリーンランドもその一部として加盟した。しかしその後、グリーンランド自治政府は高度な自治権を獲得し、1985年にECを離脱した。
グリーンランドの住民はEUに加盟するデンマーク本国の国籍、市民権を持つため、グリーンランド自体はEUに属さないながらも、EUの市民権を自動的に持つことになる。ただし、EUでの欧州議会などの選挙権はグリーンランド全体が選挙区外となっており、行使できない。

### アメリカ合衆国との関係
2019年8月、アメリカ合衆国大統領ドナルド・トランプはグリーンランドの購入について「戦略的に興味深い」と発言した。しかし、デンマークの首相メッテ・フレデリクセンは「グリーンランドは売り物ではない」として拒否している。それを受け、トランプ大統領は9月に予定されていたデンマーク訪問を取り止めた。
このようなアメリカによるグリーンランド購入計画は過去にもあり、1946年に当時のハリー・S・トルーマン大統領がデンマークに対し、1億ドル相当の金での購入を打診していた。なお、1917年にアメリカはデンマーク領西インド諸島であったアメリカ領バージン諸島をデンマークから2,500万ドルで購入した「先例」がある。そのトランプの行動の背景には、空港の拡張工事・レアアース鉱山開発へ参画しようとした中華人民共和国の北極圏進出に対抗したものともされ、住民は「トランプと気候変動が我々にスポットライトを当てた」と評価した。
2021年5月17日、ジョー・バイデン政権発足後、初めて国務長官としてデンマークを訪問したアントニー・ブリンケンは、デンマークのテレビを通じてアメリカがグリーンランドを購入するつもりがないことを明言した。
しかし、2024年アメリカ合衆国大統領選挙で勝利し返り咲きしたドナルド・トランプは、再びグリーンランドの所有について意欲を示している。

#### 領事館
2020年6月10日、アメリカ合衆国はヌークに領事館を開設したと、デンマークの首都コペンハーゲンにあるアメリカ大使館が発表した。

#### 軍事基地
グリーンランド西北部カーナークの未編入飛地には、アメリカ宇宙軍のピツフィク宇宙軍基地（2023年4月にチューレ空軍基地から改称）がある。弾道ミサイルの警戒、人工衛星の追跡・管制などを行っている。

### 日本との関係
冒険家の植村直己はグリーンランドのシオラパルクに9か月滞在し、犬ぞり操作や狩猟の技術を学び、北極点に単独到達などを成功させた。
大島育雄はシオラパルクに住み、1974年にグリーンランド人と結婚してハンターとして生きている。

## 国家安全保障
グリーンランドの軍事史や地政学的重要性については「グリーンランドの歴史#20世紀前半」「GIUKギャップ」を参照。
グリーンランドの防衛はデンマーク軍が担当している。なお、グリーンランドの住民は徴兵制の対象とされておらず、兵役義務が免除されている。グリーンランドは北大西洋条約機構の防衛対象地域である。

## 地方行政区分

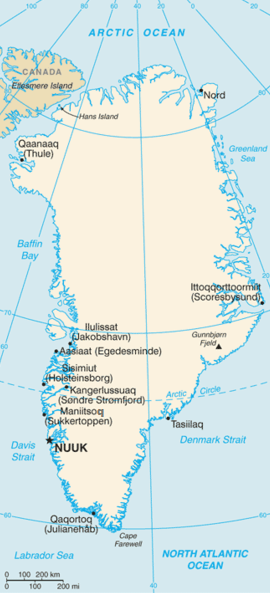
グリーンランドの地図

- 2009年1月1日の行政区画の改編により3郡を廃止、「自治体」として知られている4地域に分割された。
- 2018年1月1日の行政区画の改編によりカースートスップ自治体がアヴァンナータ自治体、ケケタリク自治体に分割され、5地域となる[39]。

### グリーンランドの都市の一覧

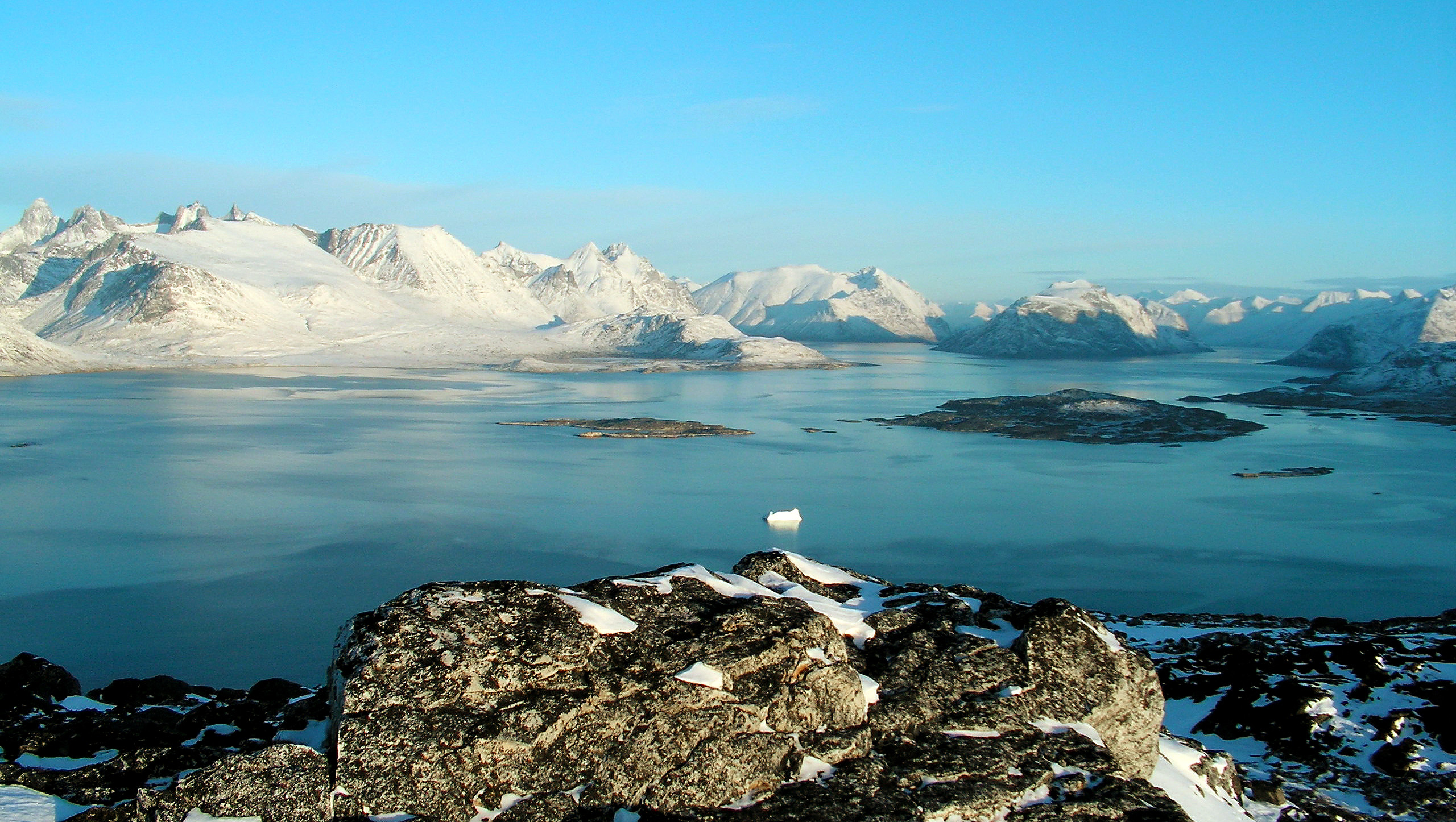
氷山とグリーンランド

(※太字は首都)

### 西グリーンランド
- アシアート Aasiaat
- イルリサット Ilulissat（旧称：ヤコブスハン Jakobshavn）
- カンガートシャク Kangaatsiaq
- カンゲルルススアーク Kangerlussuaq（旧：センレストレムフィヨルド Søndre Strømfjord）
- マニートソック Maniitsoq
- ナノルタリーク（英語版） Nanortalik
- ヌーク Nuuk（旧：ゴットホープ Godthåb）
- カシギアングイト Qasigiannguit
- ケケルタルスアク（英語版） Qeqertarsuaq
- シシミウト Sisimiut
- ウペルナビク Upernavik
- ウマナック Uummannaq

### 東グリーンランド
- タシーラク（英語版） Tasiilaq（旧称：アンマサリク Ammassalik）
- イトコルトルミット Ittoqqortoormiit（旧：スコルズビスーン Scoresbysund）

### 北グリーンランド
- カーナーク（英語版） Qaanaaq（旧：トゥーレ Thule）
- ノード Nord

### 南グリーンランド
- カコトック Qaqortoq
- ナルサーク Narsaq
- ナルサルスアーク（英語版）
- パーミュート Paamiut

## 経済

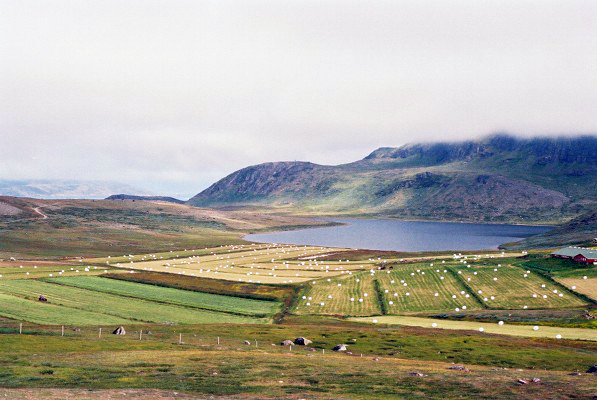
南部の農場

主要産業は漁業とその加工業で、これらのみで輸出の87%を占める。特にエビはその半分以上を占めており、日本向けにもロイヤル・グリーンランド社を通じて多くのエビが輸出されている。
そのほかに更なる成長が期待される産業に観光業が挙げられる。ただし、観光に適する季節が限られること、旅費がかさむため敬遠されがちなことが難点となっている。
鉱物資源の探査も進行中である。多量の原油が埋蔵されている可能性が指摘されており、石油資源などの開発のために国営石油NUNAOILが設立されたが、生産開始には当分時間がかかる。
鉱物資源開発の国営企業Nunamineralは新たに始まった金鉱開発への投資を募るためコペンハーゲン株式市場に上場した。金属価格が上昇しているため、ウラン、アルミ、ニッケル、プラチナ、タングステン、チタン、銅などにも関心が集まっている。
デンマーク本国からの多額の助成金もグリーンランド経済を支えており、2005年には約31億クローネに上っている。
- GDP成長率 2.0%（2005年）
- インフレ率（CPI）2.3%（2006年1月-2007年1月）
- 輸出24億クローネ（f.o.b/2005年）
  - 魚介類とその加工品など。
- 輸入36億クローネ（c.i.f/2005年）
  - 機械類、食料、石油製品など。

## 交通
島内外との最も重要な交通手段は航空機である。グリーンランドの主要空港は、カンゲルルススアークにあるカンゲルルススアーク空港である。最大の島外路線は、カンゲルルススアーク-コペンハーゲン線である。2007年5月にエア・グリーンランドがカンゲルルススアークとアメリカ合衆国のボルチモアを結ぶ季節便を就航させたが、赤字のため2008年3月に路線が廃止された。これらの路線以外の島外路線は、ナルサルスアーク-コペンハーゲン線、レイキャヴィーク-イルリサット線、東海岸のクルスク-レイキャヴィーク線、ケプラヴィーク-ヌーク線である。グリーンランド島内路線のハブ空港はカンゲルルススアークである。
船舶による旅客と貨物の輸送は、アークティック・ウミアック・ライン(AUL)が運航する沿岸フェリーによって行なわれているが、片道80時間かかる往復路線が週1便あるだけである。
島内の都市間を結ぶ陸路はない。フィヨルドが非常に多く陸路の整備は困難である。

## 人口
| 民族構成（グリーンランド） | 民族構成（グリーンランド） | 民族構成（グリーンランド） | 民族構成（グリーンランド） | 民族構成（グリーンランド） |
| -------------------------- | -------------------------- | -------------------------- | -------------------------- | -------------------------- |
|                            |                            |                            |                            |                            |
| カラーリット               | カラーリット               |                            | 88%                        | 88%                        |
| デンマーク人               | デンマーク人               |                            | 12%                        | 12%                        |

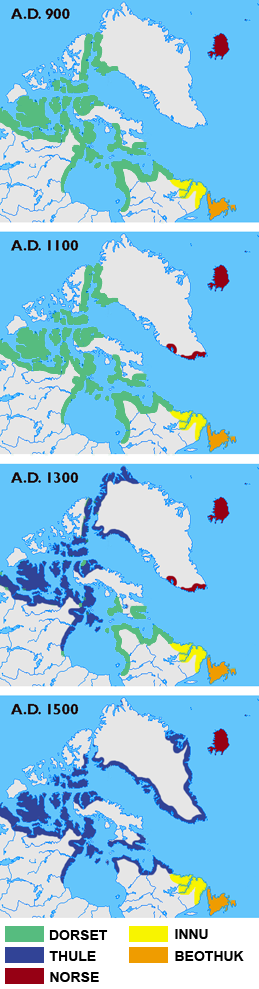
900年、1100年、1300年、1500年時点での、アイスランド、グリーンランド、ラブラドル半島、ニューファンドランド島、その他カナダの北極圏の島における民族の移り変わりの推定図。緑がドーセット文化、青がトゥーレ文化、赤がノース人、黄色がイヌ（Innu）、オレンジがベオスック. 緑：ドーセット (Dorset culture) 、黄：インヌ (Innu) 、青：トゥーレ、橙：ベオサック (Beothuk) 、茶：ノース。

カラーリットが85-90%で、このうち約1万1000人が先住のイヌイット。その他、カラーリットと北欧系の混血、デンマーク人など。
グリーンランドは自殺率が世界最悪の地域であり、2016年には人口10万人あたり82人に達した（世界平均は10万人あたり16人）。原因の一つとして、長年続いてきた本土のデンマーク人からの差別による自尊心の低さが指摘されている。

### 言語
公用語はグリーンランド語であり、主に3つの方言に分かれている。本国の公用語であるデンマーク語は、独立志向の高まりを受けて2009年にグリーンランドの公用語から外されたものの、依然として全人口の12%の母語であり、行政・教育などで使われ、ほぼ全ての住民が理解できる準公用語的な言語となっている。

## 社会

### 独立への動き
本国デンマークとは地理的にも文化的にも離れており、中国の資源開発計画を背景に独立を求める声が高まっている。
デンマークによる植民地支配が長く続いたが、1979年5月に自治政府が発足し高度な自治権を獲得した。2008年11月、グリーンランドで自治拡大を問う住民投票が行われた。開票の結果、賛成75.54%、反対23.57%で承認された。投票率は71.96%であった。エノクセン自治政府首相は「遠くない将来に完全独立が実現することを望む」と語った。これにより公用語をグリーンランド語と明記し、警察と司法、沿岸警備などの権限が中央政府から自治政府に移譲されることとなった。また、これまで本国と二分していた地下資源収入について、7,500万デンマーク・クローネまでを自治政府の取り分として、残りの超過分を本国と折半することが盛り込まれている。2009年6月21日に施行された。2023年には自治政府が初めて独自の憲法草案を作成し公表。2025年1月3日にはムテ・エーエデ自治政府首相がデンマークからの独立を目指す方針を表明した。
グリーンランドは、島内のほとんどの土地が厚い氷に覆われており、地下資源の採掘が困難であった。しかし、地球温暖化の影響で少しずつ氷が溶解しており、今後採掘のスピードが速まると予想される。グリーンランド周辺には大規模な油田が存在するとされており、地下資源収入が経済的にグリーンランドを支え、デンマークからのグリーンランド独立が容易になるとも指摘される。特にレアアースは世界最大規模の鉱床であるクベーンフェルドがあり、中華人民共和国自然資源部が最大株主である中国企業の盛和資源がグリーンランド・ミネラルズの株式を買収してグリーンランドで生産するレアアースの加工を全て担っている。このことは2021年グリーランド総選挙の争点となり、1979年以来の政権与党でレアアース開発推進派のシウムート党が敗北する結果となった。

## 文化
当該地域の住民の大多数がイヌイットの子孫であるため、狩猟文化が主体となっている点が多い。

### 食文化
海洋哺乳類や狩猟動物、鳥や魚の肉をベースにしたイヌイットの文化に、植民地化と国際貿易の到来以降、デンマーク料理、イギリス料理、アメリカ料理、カナダ料理の影響が加わってきた。アザラシの肉を使用したスアサットというスープは、グリーンランドの国民的料理とされる。香辛料は、塩コショウのほかはめったに使用されない。

### 音楽
グリーンランドの音楽文化は、イヌイットの音楽とデンマークの音楽の要素が融合して形成されている。また、アメリカとイギリスの影響が強いことも特徴となっている。

## スポーツ

### サッカー

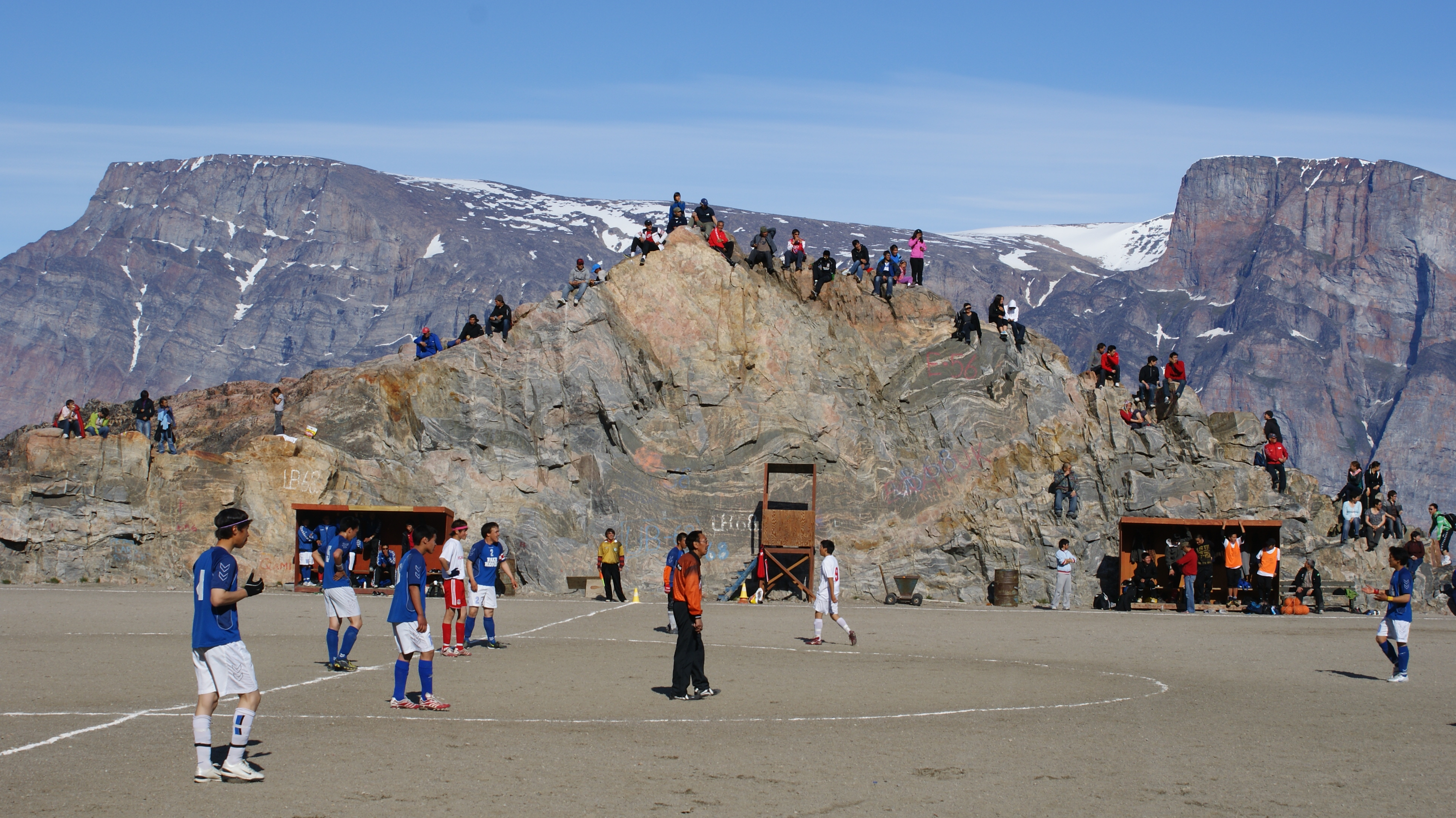
ウマナックでのサッカーの試合

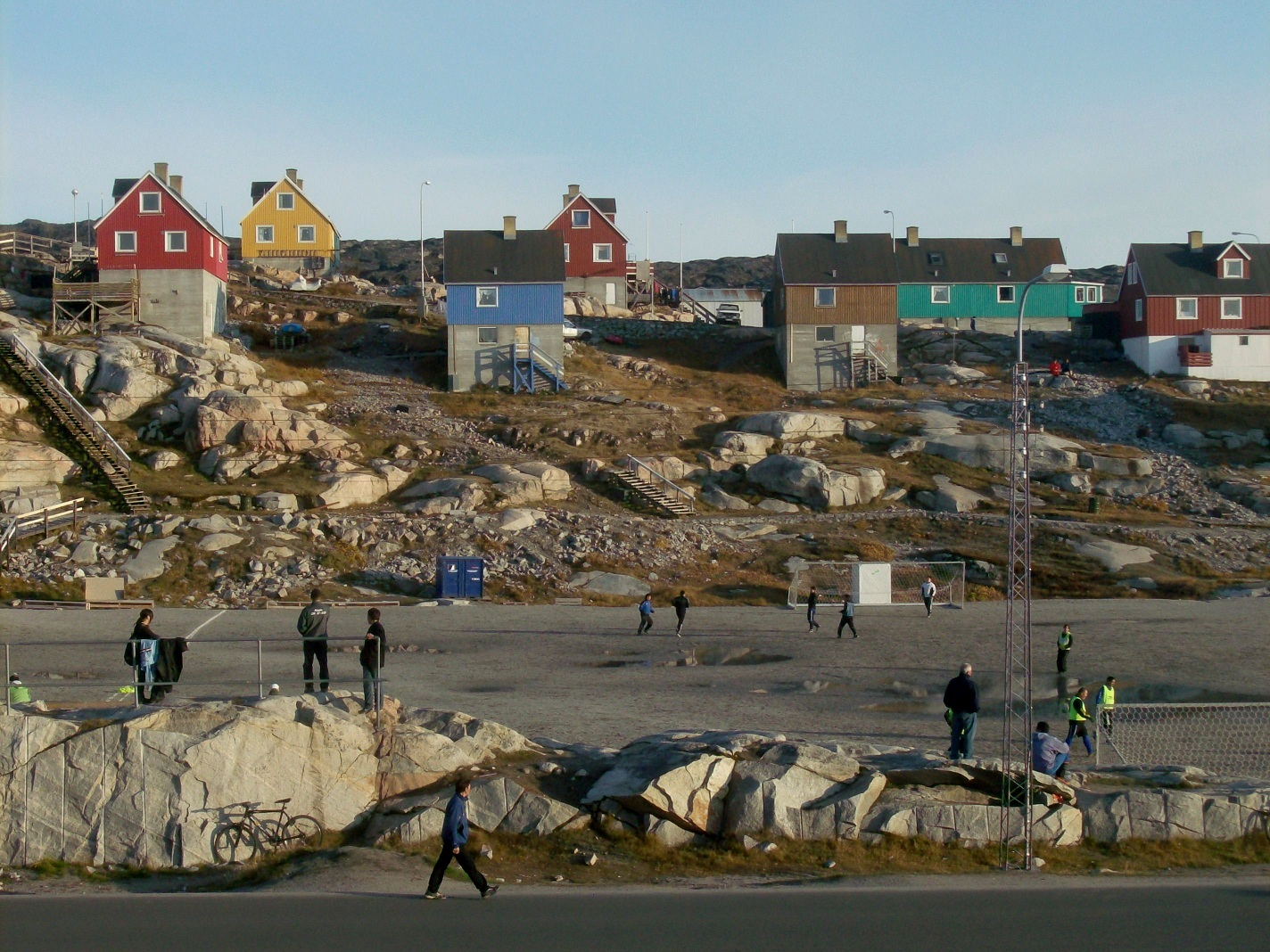
イルリサットのサッカー場

サッカーはグリーンランドの国技であり、最も人気のスポーツとなっている。1954年にプロサッカーリーグのCoca-Cola GMが創設された。国内では気候の関係で天然芝が使用できないため、人工芝でリーグ戦が行われている。
1971年に創設されたグリーンランドサッカー協会（KAK）は過去に欧州サッカー連盟（UEFA）への加盟を計画したこともあったが、現在は国際サッカー連盟（FIFA）やUEFAには加盟せずに国際フットボール連合へ加盟している。その影響でサッカーグリーンランド代表はFIFAワールドカップやUEFA欧州選手権、UEFAネーションズリーグには参加していない。
また、グリーンランド代表はFIFAに加盟していない国（国家として国際的に承認されていない政権であり加盟出来ないなど）の、ナショナルチームによるサッカー大会であるFIFIワイルドカップや、エルフカップに参加している。

### ハンドボール
ハンドボールも盛んであり、グリーンランドハンドボール連盟が1998年に国際ハンドボール連盟（IHF）に加盟している。ハンドボールグリーンランド代表は、世界選手権には2001年大会で初出場を果たしており、2007年大会では24チーム中22位で大会を終えた。また、2年に1度開催されるアイランドゲームズと北極圏冬季体育大会にも参加している。